# Come Fly with Me (serie de televisión)
Come Fly with Me es una serie de comedia de televisión británica de tipo falso documental creada y protagonizada por Matt Lucas y David Walliams. Narrada por Lindsay Duncan, la serie se estrenó el 25 de diciembre de 2010 en BBC One. Siendo una parodia de los documentales británicos Airport y Airline, la serie sigue el día a día en un aeropuerto importante y la actividad de tres aerolíneas ficticias: la aerolínea británica de bajo costo FlyLo (una parodia de Flybe, Ryanair, easyJet), la aerolínea irlandesa de bajo costo Our Lady Air (una parodia de Ryanair y Aer Lingus), y la principal aerolínea británica Great British Air (una parodia de British Airways).
Lucas y Walliams interpretan a muchos de los miembros del personal de la aerolínea y del aeropuerto, así como a algunos pasajeros, cuyos comentarios y experiencias se presentan en uno o más de los episodios de la serie. A pesar de anunciar una segunda temporada, Walliams confirmó en enero de 2013 que esta no se emitiría.

## Producción
En junio de 2010, se anunció que las estrellas de Little Britain, Lucas y Walliams, se habían reunido para protagonizar una nueva serie de comedia ambientada en un aeropuerto, una parodia de los documentales británicos Airport y Airline. El rodaje de Come Fly with Me comenzó en agosto y el dúo pasó dos semanas en el aeropuerto Robin Hood Doncaster Sheffield. Se dedicaron otras tres semanas a rodar en el aeropuerto Stansted de Londres, y también se filmaron escenas en el aeropuerto John Lennon de Liverpool y en los estudios Pinewood. Un documental de la realización del programa titulado Come Fly on the Wall se emitió en BBC One el 8 de febrero de 2011. El 28 de enero de 2011, la BBC anunció que había encargado una segunda serie, pero Walliams confirmó en enero de 2013 que no se emitiría una segunda serie.

## Personajes
- Omar Baba (Walliams): el propietario árabe extravagantemente estúpido de papada de la aerolínea de bajo costo FlyLo. Baba es una parodia del empresario griego-chipriota de "vuelos de bajo costo" Stelios Haji-Ioannou (el fundador de easyJet).[5]
- Precious Little (Lucas): una mujer jamaicana de unos 50 años que profesa ser una cristiana devota, es la gerente del quiosco de café del aeropuerto. Precious deliberadamente causa problemas que fuerzan el cierre del quiosco, lo que le permite tomarse el día libre. Su eslogan principal es gritar "¡alabado sea el Señor!"
- Moses Beacon (Walliams): el efusivo y afeminado oficial de enlace de pasajeros ejecutivos de Great British Air. Moses también dirige una organización benéfica llamada WishWings que supuestamente financia las vacaciones de los niños enfermos, pero por lo general involucra a Moses simplemente usando el dinero para disfrutar de la vida nocturna gay. Su eslogan es "si perdonas el juego de palabras" cuando no ha hecho un juego de palabras.
- Ian Foot (Walliams): el jefe de inmigración pomposo, racista e intolerante que a menudo presenta razones ridículas para no permitir que una persona extranjera ingrese al país, que incluye a personas como el embajador de Polonia en el Reino Unido.[5]
- Tommy Reid (Lucas): un joven escocés que trabaja en Happy Burger, uno de los restaurantes de comida rápida del aeropuerto. Espera abrirse camino hasta convertirse en piloto, sin saber que los dos trabajos no tienen relación alguna.
- Taaj Manzoor (Lucas): Taaj es un joven británico-paquistaní que trabaja como parte del equipo de tierra itinerante de FlyLo. Luce una cabeza rapada y una barba.
- Melody Baines (Walliams) y Keeley St Clair (Lucas): dos chicas sarcásticas que trabajan en el puesto de check-in para FlyLo y provienen de Liverpool. Más adelante en la serie, las chicas luchan por el puesto de gerente de facturación y luego se revela que Keeley consiguió el trabajo, solo para perderlo cuando Omar reemplaza a todo su personal con niños para reducir costos.
- Mickey Minchin (Lucas) y Buster Bell (Walliams): dos paparazzi que frecuentan los pasillos del aeropuerto y se equivocan constantemente en sus actividades de sesión de fotos.
- Fearghal O'Farrell (Lucas): un asistente aéreo homosexual de la aerolínea irlandesa Our Lady Air, que lidera una campaña destructiva para convertirse en Empleado del año.
- Ben Roberts (Walliams) y James Stewart (Lucas): dos funcionarios de aduanas del aeropuerto británico, con métodos bastante extremos para catalogar las sustancias ilegales que encuentran, como tomar muestras de las drogas que encuentran.
- Simon (Lucas) y Jackie Trent (Walliams): un equipo de pilotos formado por marido y mujer que vuelan para Great British Air. Jackie menciona constantemente el hecho de que Simon cometió adulterio con una azafata, razón por la cual ahora vuelan juntos.
- Peter (Lucas) y Judith Surname (Walliams): turistas casados que han sufrido varios viajes horribles y surrealistas en el extranjero después de comprar paquetes de destinos sorpresa baratos de FlyLo, llamándolos "Las vacaciones del infierno". Peter se ve obligado a adoptar una postura subordinada a la personalidad autoritaria de Judith y, por lo general, ella lo silencia. Han tenido muchos eventos desafortunados en sus viajes, como un crucero en el que contraen una enfermedad y unos piratas atacan el barco, sobreviviendo a un accidente aéreo en Perú y teniendo que comerse la pierna de Peter para sobrevivir, unas vacaciones en Chipre en un hotel que aún no se ha construido, y visitan una pequeña isla africana donde son secuestrados por una tribu local. A pesar del carácter traumático de estas experiencias, suelen relatar las historias en un tono sosegado e inexpresivo, como si fueran una colección de inconvenientes menores.
- Penny Carter (Walliams): una azafata de primera clase muy elitista para los vuelos de larga distancia de Great British Air que desprecia a las personas que tienen boletos de primera clase pero no son de clase alta.
- John (Lucas) y Terry (Walliams): padre e hijo, son encargados del equipaje que roban el equipaje de los pasajeros y, por lo general, no tienen mucho cuidado con él. Su nombre es una referencia al controversial futbolista John Terry.
- Helen Baker (Sally Rogers): la gerente de personal de check-in de FlyLo que luego se va de licencia por maternidad.
- Lisa (Pippa Bennett-Warner): personal de facturación de FlyLo. Recibe varias quejas de los pasajeros habituales de FlyLo, Peter y Judith.

## Recepción
Come Fly with Me recibió críticas mixtas, y el Daily Express lo calificó como "el peor programa de sketch o comedia que jamás se ha estrenado en Navidad" y expresó su preocupación por su proyección ese día, considerando la falta de calidad percibida. El Daily Mirror, sin embargo, afirmó que fue un éxito rotundo y que las afirmaciones de racismo y falta de humor hechas por el Express eran infundadas e hipócritas. El programa fue la comedia más vista de 2010, con diez millones de espectadores, pero también tuvo miles de quejas de los espectadores y críticas por contenido percibido como racista. Fue el tercer programa más visto el día de Navidad en el Reino Unido.

## Controversias
En junio de 2020, Come Fly With Me, junto con Little Britain, se eliminó de Netflix por su uso de blackface, brownface y yellowface; seis meses antes también había sido eliminada de BritBox. No estuvo disponible en iPlayer. Un portavoz de la BBC dijo: "Hay mucha programación histórica disponible en BBC iPlayer, la cual revisamos periódicamente". Sobre su decisión de eliminar los programas, BritBox agregó: "Los tiempos han cambiado desde que Little Britain se emitió por primera vez, por lo que actualmente no está disponible en BritBox. Come Fly With Me no ha estado disponible en el servicio durante seis meses".